# دانشگاه آگوستانا
دانشگاه آگوستانا یک دانشگاه خصوصی لوتری در سیوکس فالز، داکوتای جنوبی است. این دانشگاه سال ۱۸۶۰ را به عنوان سال تأسیس خود، مانند مدرسه خواهر سوئدی ایلینویز، جزیره راک، کالج آگوستانا، معرفی کرد. نام خود را از Confessio Augustana یا Augsburg Confession گرفته شده که سندی بنیادی از لوتری است. قبل از سپتامبر ۲۰۱۵، این دانشگاه به نام کالج آگوستانا شناخته می‌شد.
این بزرگترین دانشگاه خصوصی در این ایالت و مدرک لیسانس هنر را در بیش از ۵۰ رشته تحصیلی اصلی ارائه می‌دهد. دانش آموزان همچنین در انواع فعالیت‌های فوق برنامه از جمله گروه‌های موسیقی و برنامه‌های ورزشی NCAA شرکت می‌کنند.

## دانشگاهیان
دانشگاه آگوستانا در ۵۳ رشته، ۳۴ رشته فرعی و ۱۵ برنامه‌های پیش حرفه ای ارائه می‌دهد. پنج رشته پرطرفدار عبارتند از پرستاری، زیست‌شناسی، مدیریت بازرگانی، آموزش ابتدایی و روانشناسی.
برنامه درسی دانشگاه بر اساس تقویمی است که به دو ترم ۱۵ هفته ای تقسیم شده که با یک دوره چهار هفته ای در ژانویه و همچنین با یک ترم تابستانی اختیاری هشت هفته ای جدا شده‌است. کلاس‌ها ممکن است در ماه ژانویه برگزار شود. این مدرسه نسبت دانش‌آموز به استاد ۱۲:۱ را ارائه می‌دهد، و اساتید برجسته شامل L. Adrien Hannus و VR Nelson هستند.

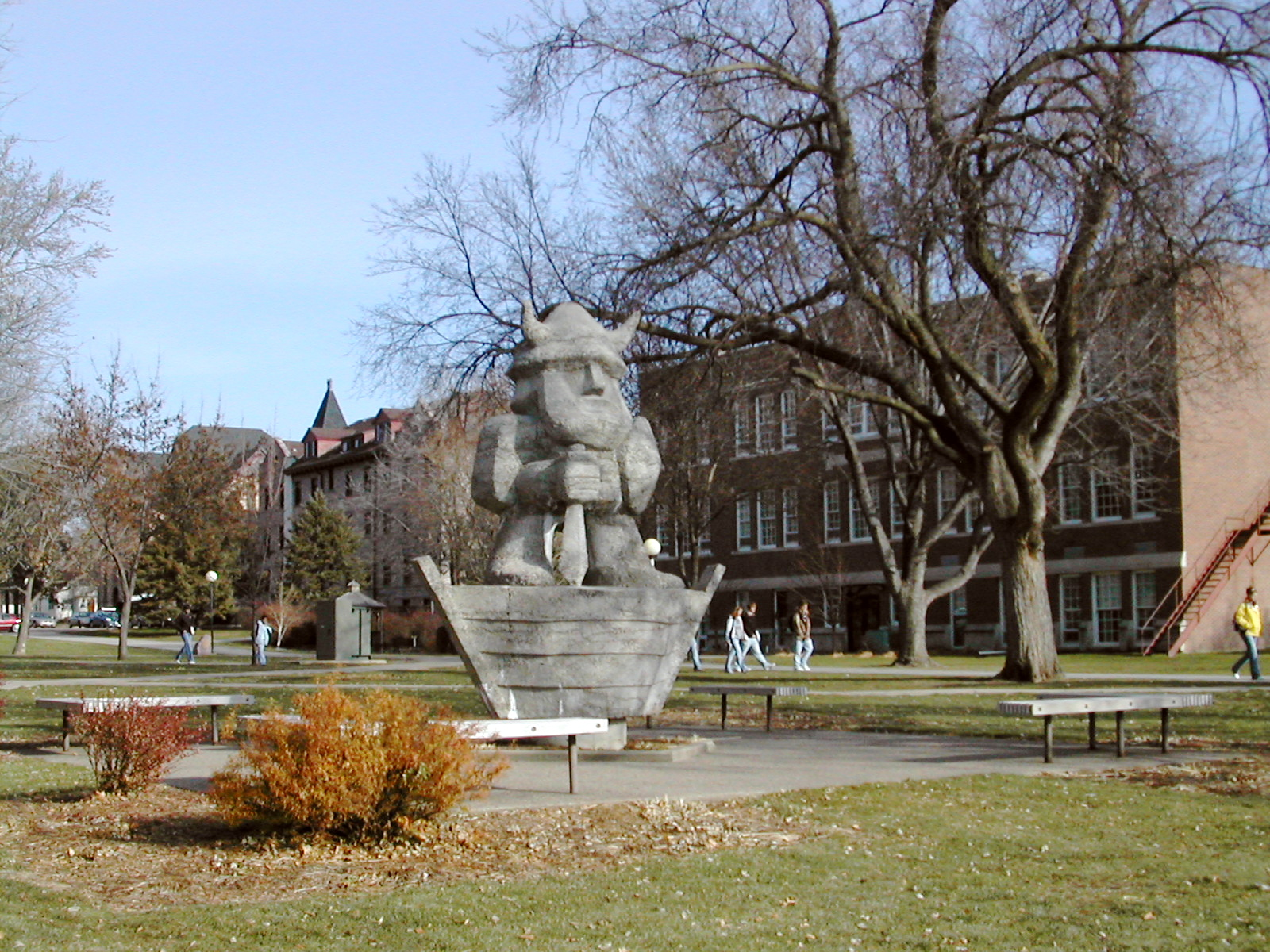
اساسنامه پردیس اوله، طلسم آگوستانا

### هنرها

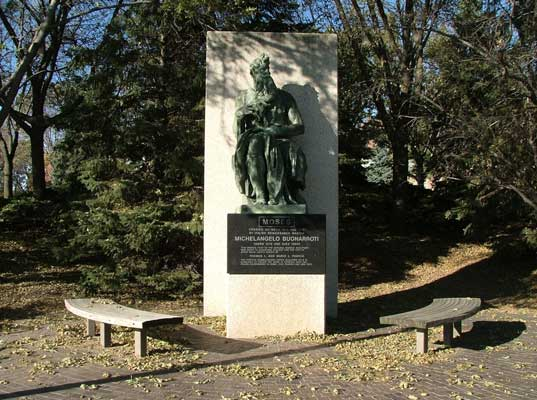
ماکت موسی میکل آنژ در دانشگاه آگوستانا

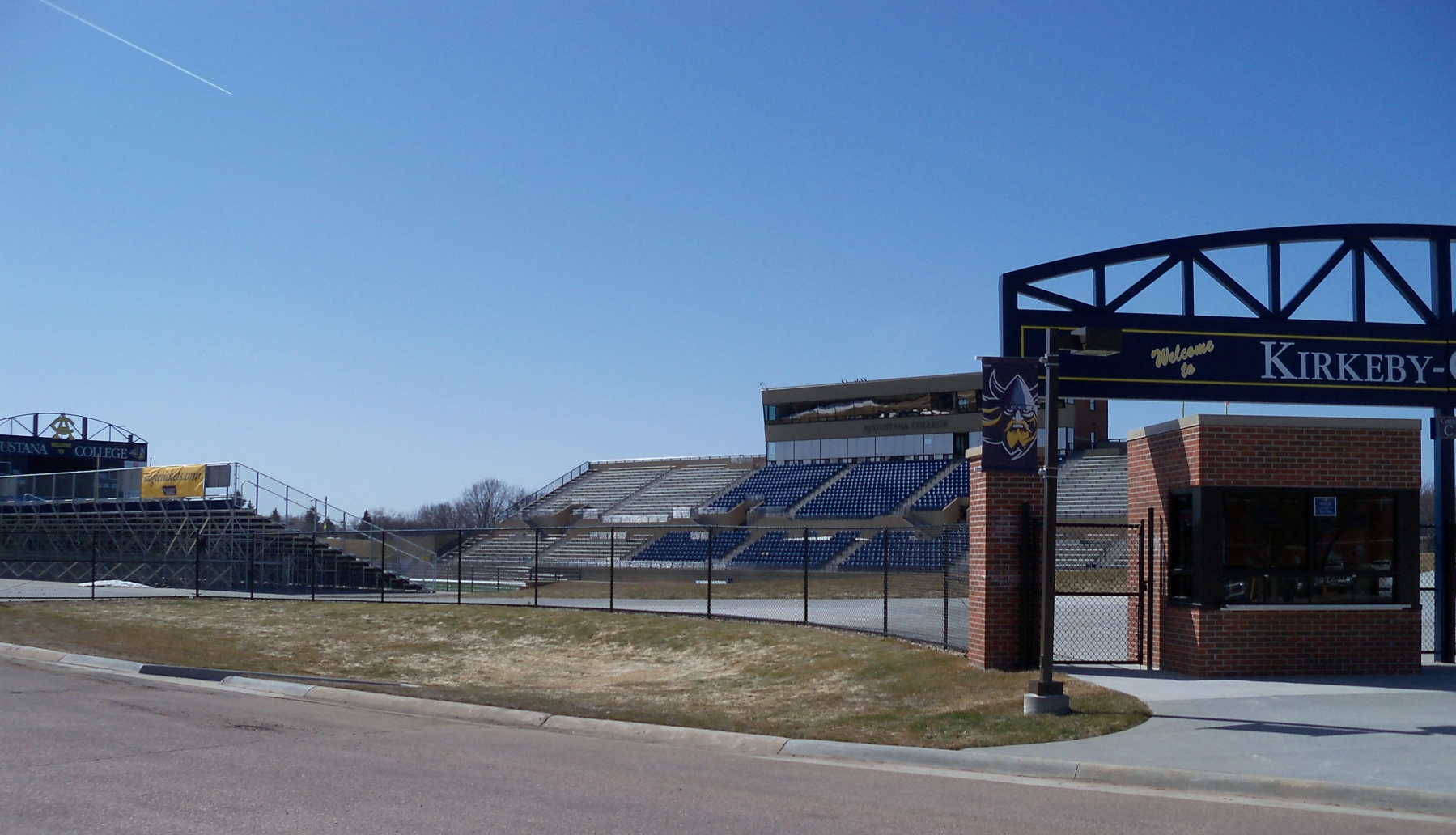
استادیوم Kirkeby–Over با بیش از ۶۵۰۰ هوادار

## فارغ التحصیلان قابل توجه
- لیندا آوی، یکی از بنیانگذاران، 23andme
- رابرت ام. بردال، مدیر کالج و دانشگاه، رئیس سابق دانشگاه برکلی
- جارت براچمن، کارشناس تروریسم، مدیر سابق تحقیقات مرکز مبارزه با تروریسم وست پوینت
- فیل برونز، بازیگر (مری هارتمن، مری هارتمن)
- نانسی اریکسون، وزیر سنای ایالات متحده
- مایرون فلورن، نوازنده آکاردئون
- لارس فورسل، نویسنده سوئدی و عضو آکادمی سوئد
- سی جی هام، بازیکن حرفه ای فوتبال
- جان حمره، مدیر عامل مرکز مطالعات استراتژیک و بین‌المللی
- مری هارت (هاروم)، مجری تلویزیونی (اینترتینمنت امشب)
- دیل هویبرگ، سردبیر دایرةالمعارف بریتانیکا
- لس جوزفسون، بازیکن حرفه ای فوتبال
- کوین کاسویهارن، بازیکن حرفه ای فوتبال
- تد کسینگر، مربی فوتبال کالج به تالار مشاهیر فوتبال کالج معرفی شد
- کوربین لاکینا، بازیکن حرفه ای فوتبال
- دیوید لیلهاگ، قاضی دادگاه عالی مینه سوتا و دادستان ایالات متحده در ناحیه مینه سوتا
- برنت لوکن، دانشمند حفاظت از محیط زیست و کارآفرین اجتماعی
- کارل مکلنبورگ، بازیکن حرفه ای فوتبال
- لورل پریب، معاون عملیات غرب برای لیگ برتر بیسبال
- هیث رایلنس، بازیکن حرفه ای فوتبال
- برایان شوارتز، بازیکن حرفه ای فوتبال
- دیوید سول، بازیگر (استارسکی و هاچ)
- برت سابو، بسکتبالیست حرفه ای
- فرد وارد، بازیگر (در فیلم‌های لرزه و دیگران ظاهر شد)
- تروی وست وود، بازیکن حرفه ای فوتبال